# Амурски таралеж
Амурският таралеж (Erinaceus amurensis) е вид бозайник от семейство Таралежови (Erinaceidae).

## Разпространение
Видът е разпространен в Китай (Манджурия), Русия (Приморски край, Амурска област) и на Корейския полуостров.